# Чигуаянте
Чигуаянте (исп. Chiguayante) — город в Чили. Административный центр одноимённой коммуны. Население — 81 238 человек (2002). Город и коммуна входит в состав провинции Консепсьон и области Био-Био. Город является составной частью городской агломерации Большой Консепсьон.
Территория коммуны — 71,5 км². Численность населения — 103 687 жителей (2007). Плотность населения — 1450,17 чел./км².

## Расположение
Город расположен на правом берегу эстуария реки Био-Био в 10 км к югу от административного центра области — города Консепсьон.
Коммуна граничит:
- на севере — с коммуной Консепсьон;
- на юго-востоке — с коммуной Уальки;
- на юго-западе — с коммуной Коронель;
- на западе — с коммуной Сан-Педро-де-ла-Пас.

## Демография
Согласно сведениям, собранным в ходе переписи Национальным институтом статистики, население коммуны составляет 103 687 человек, из которых 48 863 мужчины и 54 824 женщины.
Население коммуны составляет 5,23 % от общей численности населения области Био-Био. 0,08 % относится к сельскому населению и 99,92 % — городское население.